# Lägnen
Lägnen är skär i Åland (Finland). De ligger i den sydöstra delen av landskapet, 60 km sydost om huvudstaden Mariehamn.
Terrängen runt Lägnen är varierad. Trakten är glest befolkad. Det finns inga samhällen i närheten. 